# David Alter
David Alter (1807-1881) là nhà khoa học, nhà phát minh người Mỹ. Năm 1855, Alter mô tả quang phổ của hydro và các chất khí khác. Trên cơ sở đó, Gustav Robert Kirchhoff có những đóng góp về quang phổ hóa học.